# سنت پاولی
سنت پاولی (به آلمانی: Hamburg-St. Pauli) یک منطقهٔ مسکونی در آلمان است که در هامبورگ-میته واقع شده‌است. سنت پاولی ۲۷٬۶۱۲ نفر جمعیت دارد.